# Rebecca Jordan-Young
Rebecca M. Jordan-Young est une professeure américaine  et chercheuse en sociologie des sciences au Barnard College, université Columbia de New York. Ses recherchent portent sur les femmes, le genre et la sexualité.

## Biographie
Jordan-Young, née en 1963, a terminé ses études de premier cycle des études supérieures au Bryn Mawr College et obtenue son doctorat à l'université Columbia. Elle s'intéresse aux relations qu'entretiennent la science et les hiérarchies sociales du genre, de la sexualité, de la classe et de la race.
Jordan-Young est membre du Réseau international des neurogenres, a été chercheuse invitée à l'École internationale supérieure d'études avancées, et à l'Institut Janet-Prindle pour l'éthique université DePauw, ainsi que professeure invitée à l'Institut pour les études sur le genre, université Radboud et est titulaire d'une chaire de professeure adjointe au Barnard College.
En 2010, Jordan-Young publie Brain Strom. The Flaws in the Science of Sex Differences, traduit par Odile Fillod en 2016 et titré Hormones, sexe et cerveau. Il s'agit d'une analyse critique de la « théorie hormonale de l'organisation cérébrale » chez l'humain. Jordan-Young soutient qu'il n'est pas établi chez l'humain que l'exposition précoce aux hormones stéroïdiennes conditionnerait les comportements psycho-comportementaux (des aptitudes cognitives aux comportements sexuels),,. En 2011, l'Association pour les femmes en psychologie (Association for Women Psychology) récompense le livre du Distinguished Publication Award, un prix attribué aux travaux publiés qui, selon l'association, apportent des contributions significatives et substantielles à la recherche.  
En 2016, Jordan-Young reçoit une bourse Guggenheim pour travailler sur un livre sur la testostérone, Testosterone. An Unauthorized Biography (Testostérone. Une biographie officieuse), en collaboration avec Katrina Karkazis (en) (université Stanford), publié en 2019,. L'ouvrage propose une synthèse sur ce qu'est la testostérone, ses effets sur les corps, et ses mythes. Les autrices soutiennent qu'un ensemble d'allégations (y compris dans la littérature scientifique) sur la testostérone tend à naturaliser le genre, la classe et la race. Par exemple, la définir comme une « hormone sexuelle masculine » a tendance à faire obstacle à la recherche à son sujet et à reconduire des préjugés genrés qui lui sont associés. Jordan-Young critique l'intervention de valeurs sexistes dans la production du savoir scientifique.
Elle se présente comme une chercheuse féministe.

## Publications

### Livres
- Rebecca M. Jordan-Young (trad. de l'anglais, préf. Catherine Vidal, postface Ilana Löwy), Hormones, sexe et cerveau [« Brainstorm, the flaws in the science of sex differences [2010] »], Paris, Belin, 2016, 639 p. (ISBN 978-2-7011-9630-5)
- (en) Rebecca M. Jordan-Young, Brain Storm. The Flaws in the Science of Sex Differences, Cambridge (Massachusetts), Harvard University Press, 2010, 408 p. (ISBN 9780674063518)
- (en) Rebecca M. Jordan-Young et Katrina Karkazis, Testosterone. An Unauthorized Biography, Cambridge (Massachusetts), Harvard University Press, 2019, 288 p. (ISBN 978-0-674-72532-4)[7]

### Articles
- (en) Katrina Karkazis et Rebecca M. Jordan-Young, The Powers of Testosterone: Obscuring Race and Regional Bias in the Regulation of Women Athletes, vol. 30(2), Johns Hopkins University Press, 2018 (DOI 10.1353/ff.2018.0017), pp. 1-39
- (en) Ginna Rippon et Rebecca Jordan-Young, Journal of neuroscience research policy on addressing sex as a biological variable: Comments, clarifications, and elaborations, vol. 95(7), Journal of Neuroscience Research, 2017 (DOI https://doi.org/10.1002/jnr.24045), pp.1357-1359
- (en) Katrina Karkazis et Rebecca M. Jordan-Young, Science and society. Debating a testosterone "sex gap", vol. 348(6237), Science, 2015 (DOI 10.1126/science.aab1057), pp. 858-860
- (en) Ginna Rippon, Rebecca Jordan-Young et al., Recommendations for sex/gender neuroimaging research: Key principles and implications for research design, analysis and interpretation., vol. 8:650, Frontiers in Human Neuroscience, 2014 (DOI 10.3389/fnhum.2014.00650)
- (en) Rebecca M Jordan-Young, Peter H Sönksen et Katrina Karkazis, Sex, health, and athletes, vol. 348, BMJ, 2014 (DOI 10.1136/bmj.g2926)
- (en) Cordelia Fine, Rebecca Jordan-Young et al., Plasticity, plasticity, plasticity ... and the rigid problem of sex., vol. 17(11), Trends in Cognitive Sciences, 2013 (DOI 10.1016/j.tics.2013.08.010), pp.550-551
- (en) Katrina Karkazis, Rebecca M. Jordan-Young et al., Out of Bounds? A Critique of the New Policies on Hyperandrogenism in Elite Female Athletes, vol. 12(7), The American Journal of Bioethics, 2012 (DOI 10.1080/15265161.2012.680533), pp.3-16
- (en) Rebecca Jordan-Young et Raffaella I. Rumiati, Hardwired for Sexism? Approaches to Sex/Gender in Neuroscience, vol. 5, Neuroethics, 2012 (DOI 10.1007/s12152-011-9134-4), pp.305–315
- (en) Rebecca Jordan-Young, Context, and “Brain Gender”: A Review of Evidence from Congenital Adrenal Hyperplasia, vol. 74(11), Social Science & Medicine, 2012 (DOI 10.1016/j.socscimed.2011.08.026), pp.1738-1744
- (en) Kristen W. Springer, Jeanne Mager Stellman et Rebecca Jordan-Young, Beyond a Catalogue of Differences: A Theoretical Frame and Good Practice Guidelines for Researching Sex/Gender in Human Health, vol. 74(11), Social Science & Medicine, 2012 (DOI 10.1016/j.socscimed.2011.05.033), pp.1817-1824
- (en) Keely Cheslack-Postava et Rebecca Jordan-Young, Autism Spectrum Disorders: Towards a Gendered Embodiment Model, vol. 74(11), Social Science & Medicine, 2012 (DOI 10.1016/j.socscimed.2011.06.013), pp.1667-1674
- (en) Rebecca Jordan-Young, Critical Conceptions: Technologies, Justice, and the Global Reproduction Market., vol. 9, The Scholar & Feminist Online, 2011 (lire en ligne)
- (en) Ross H. Nehm et Rebecca Young, “Sex Hormones” in Secondary School Biology Textbooks, vol. 17, Science & Education, 2008 (DOI 10.1007/s11191-008-9137-7), pp.1175–1190
- (en) Ilan H. Meyer et Rebecca M. Young, The Trouble with "WSW" and "MSM”: Erasure of the Lesbian, Gay, and Bisexual Person in Public Health Discourse, vol. 95, American Journal of Public Health, 2005 (DOI 10.2105/AJPH.2004.046714), pp.1144-1149
- (en) Rebecca M. Young et Evan Balaban, Psychoneuroindoctrinology, vol. 443(7112), Nature, 2006 (DOI 10.1038/443634a), p.634
- (en) Rebecca M. Young, Samuel R. Friedman et Patricia Case, Exploring an HIV Paradox: An Ethnography of Sexual Minority Women Injectors, vol. 9(3), Journal of Lesbian Studies, 2005 (DOI 10.1300/J155v09n03_10), pp.103-133
- (en) Rebecca M. Young, Samuel R. Friedman, Patricia Case et al., Women Injection Drug Users Who Have Sex with Women Exhibit Increased HIV Infection and Risk Behaviors, vol. 30(3), Journal of Drug Issues, 2000 (DOI 10.1177/002204260003000302), pp.499-523
- (en) Rebecca M. Young et al., Assessing Risk in the Absence of Information: HIV Risk Among Women Injection Drug Users Who Have Sex with Women, vol. 7(3), AIDS and Public Policy Journal, 1992, pp.175-183

### Éditoriaux
- (en) Rebecca Jordan-Young et Katrina Karkazis, « The treatment of Caster Semenya », sur The Guardian, 2018
- (en) Rebecca Jordan-Young et Katrina Karkazis, « The Trouble With Too Much T », sur The New York Times, 2014
- (en) Rebecca Jordan-Young et Katrina Karkazis, « You Say You’re a Woman? That Should Be Enough », sur The New York Times, 2012

## Distinctions et subventions
- Bourse Guggenheim (2016-2017)
- Bourse de l'ACLS (2016-2017)
- Chaire de professeure adjoint, Barnard College (2013-2015)
- Prix du professeur invité, université Radboud (2013-2014)
- Presidential Research Award, Barnard College (2012)
- Chercheur sur les disparités de santé, NCMHD (2003-2004)
- Disability Access Recognition Award, Barnard College (2003)
- Marisa de Castro Benton Prize pour sa thèse (2000)
- John and Kathleen Gorman Public Health Humanitarian Award, université Columbia (1993)